# 贝尔吉拉泰
贝尔吉拉泰（義大利語：Belgirate），是意大利韦尔巴诺-库西亚-奥索拉省的一个市镇。总面积8平方公里，人口567人，人口密度70.9人/平方公里（2009年）。ISTAT代码为103010。